# 조지아 사우스웨스턴 주립대학교
조지아 사우스웨스턴 주립대학교(Georgia Southwestern State University, GSW)는 미국 조지아주  남서쪽에 있는 섬터 카운티(Sumter County)에 있는 아메리커스(Americus)에 위치하는 주립 및 공립 대학교이다. 조지아 대학 시스템(University System of Georgia ,USG)의 일부이며 선택한 석사 및 전문 학위 프로그램과 함께 학사 학위 프로그램을 제공한다.

## 같이 보기
- 지미 카터